# پوتوک (استان لوبوسکی)
پوتوک (استان لوبوسکی) (به لهستانی: Potok}} یک روستا در لهستان است که در گمینا پژووز واقع شده‌است.